# 경남선
경남선(慶南線)은 대한민국 경상남도 창원시 마산회원구 석전동 마산역과 경상남도 진주시 강남동 진주역을 잇는 철도 노선이다. 1925년에 개통된 이후 1931년까지 남조선철도주식회사가 운영했지만, 1968년에 광주 - 진주간 경전선 노선이 완공됨에 따라 경전선에 통합되었다.
경남선은 원래 초기 계획 단계에서는 마산에서 진동을 거쳐 반성으로 이어질 예정이었으며, 함안 일대는 낙동강과 남강이 자주 범람하는 수해 지역이었다. 그러자 제1함안수리조합의 조합장이던 마츠야마 츠네지로(松山常次郞)는 지주들에게 제2함안수리조합 인가를 위한 동의를 강요하여 비로소 1925년 3월 11일에 조합 설립 인가를 취득하였으며, 이후 강을 따라 높은 제방을 설치하여 선로를 부설할 조건을 마련하였다.

## 역사
- 1918년 7월 13일: 남조선철도주식회사 송정리(현 광주송정) - 마산포 구간 철도부설 허가
- 1922년 6월: 남조선철도주식회사 경남선 진주 - 마산 구간 착공
- 1923년 12월 1일: 경남선 일부 구간 마산 ∼ 군북 개통
- 1925년 6월 15일: 경남선 군북 - 진주 구간 완공으로 경남선 전 구간 개통
- 1927년 6월 1일: 신음역 폐역
- 1931년 4월 1일: 경남선 마산 ∼ 진주 구간이 국철에 매수되고 마산선과 통합되어 삼랑진 - 진주 구간이 경전남부선으로 개칭
- 1955년 9월 1일: 경전남부선을 진주선으로 개칭[3]
- 1968년 2월 7일: 경전선(광주 - 진주 구간) 준공으로 진주선과 광주선을 경전선에 편입하여 삼랑진 ∼ 송정리 구간이 경전선으로 명명[4]

## 같이 보기
- 경전선
- 마산선
- 진주선